# Венге (древесина)
Венге — редкая и ценная порода тропической древесины, получаемая от дерева Венге (Millettia laurentii).
Родственный вид Milletia ctuhmanii встречается в Восточной Африке и имеет местное название панга-панга (panga panga). Эти две породы сходны по внешнему виду и свойствам.

## Свойства
Тяжёлая, твёрдая, устойчивая к давлению древесина. Плотность в сухом состоянии около 880 кг/м³ (древесина панга-панга несколько легче — 800 кг/м³). Имеет хорошую сопротивляемость грибкам и насекомым. Важное значение имеет тёмная и очень плотная древесина сердцевины дерева, являющаяся важным материалом благодаря своим свойствам и красивому цвету и фактуре. Цвет зрелой древесины — от золотисто-коричневого до очень тёмно-коричневого с чёрными прожилками. Характеризуется грубой текстурой, структура крупная, ровноволокнистая, очень декоративна. В порах содержится много минеральных и маслянистых веществ, затрудняющих обработку, в том числе покрытие лаком, поэтому для венге рекомендуется вощение.
Заболонь венге отличается от сердцевины цветом: она светлее — её цвет от почти белого до палево-жёлтого; ширина заболони — 3 см.

### Технологические свойства
Древесина венге легко обрабатывается, однако полируется с трудом. Высушивается медленно, возможны растрескивания. Имеет высокое сопротивление удару и изгибу. Стойкая к гниению древесина.

## Применение
Венге используется там, где требуется выдерживать повышенные нагрузки: оформление лестниц, спортивных снарядов, мебели. Хорошо сочетается с различными видами светлых пород дерева (оливой, клёном, ясенем, зебрано и другими). Древесина этой породы часто применяется для изготовления наборного или художественного паркета высшего качества. Также используется для изготовления рукоятей ножей.
Венге используется для производства шпона и отделки помещений.